# Majdán (Románia)
Majdán (románul: Brădișoru de Jos, 1956-ig Maidan, a helyi ejtés szerint Măidan [məj'dan]) falu Romániában, a Bánságban, Krassó-Szörény megyében.

## Fekvése
Oravicabányától 7 km-re északra, a Lisava partján található.

## Nevének eredete
A román maidan 'üres telek, foghíj' szóból vagy az annak alapjául szolgáló, 'irtvány, tisztás' jelentésű szláv szóból származik. Első említése: Maidan (1690).

## Története
1855-ben került a StEG birtokába. 1872 és 1880 között Krassó vármegyéhez, 1880–1926-ban Krassó-Szörény vármegyéhez tartozott. 1880-ban nyitott kőfejtőjéből Szeged újjáépítéséhez több vagonnyi granodioritot szállítottak.
1908, az Oravica–Resica vasút megépülése óta vasúti csomópont.

## Népessége
- 1900-ban 1265 lakosából 1226 volt román anyanyelvű; 1239 ortodox vallású.
- 2002-ben 587 lakosából 486 volt román és 98 cigány nemzetiségű; 501 ortodox és 44 adventista vallású.